# Березуцкий, Николай Васильевич
Никола́й Васи́льевич Березу́цкий (22 марта 1937, Сталино — 20 декабря 2022, Санкт-Петербург) — советский легкоатлет, специалист по барьерному бегу. Выступал за сборную СССР по лёгкой атлетике в 1958—1964 годах, обладатель бронзовой медали чемпионата Европы, призёр первенств всесоюзного и республиканского значения, участник летних Олимпийских игр в Риме. Представлял Ленинград и спортивное общество «Трудовые резервы». Мастер спорта СССР (1958). Педагог.

## Биография
Николай Березуцкий родился 22 марта 1937 года в Сталино, Украинская ССР. По другим данным родился 23 марта 1937 года в с. Алексеевское Краматорского района Сталинской области Украинской ССР.
Начал заниматься лёгкой атлетикой в 1953 году, проходил подготовку в Ленинграде, состоял в добровольном спортивном обществе «Трудовые резервы». Был подопечным тренеров В. П. Теннова и Э. И. Рохлина.
В 1958 году выполнил норматив мастера спорта СССР.
Впервые заявил о себе на всесоюзном уровне в сезоне 1960 года, когда в барьерном беге на 110 метров выиграл серебряную медаль на чемпионате СССР в Москве — с результатом 14,2 уступил здесь только Анатолию Михайлову. Благодаря этому успешному выступлению вошёл в состав советской сборной и удостоился права защищать честь страны на летних Олимпийских играх в Риме — благополучно преодолел предварительный квалификационный этап и стадию четвертьфиналов бега на 110 метров с барьерами, тогда как в полуфинале финишировал последним и выбыл из борьбы за медали.
В 1962 году в той же дисциплине стал бронзовым призёром чемпионата СССР в Москве и чемпионата Европы в Белграде.
В 1963 году взял бронзу на чемпионате страны в рамках III летней Спартакиады народов СССР в Москве.
В 1966 году окончил ленинградский Государственный институт физической культуры имени П. Ф. Лесгафта, после чего работал преподавателем в Военно-воздушной академии им. А. Ф. Можайского (1967—1969), в ленинградском Торговом училище продовольственных товаров (1969—1979), в ленинградском Учётно-кредитном техникуме (1979—1983).